# Abrahamia
Abrahamia  es un género de plantas de la familia de las anacardiáceas. Es originario de Madagascar.

## Taxonomía
El género fue descrito por Randrian. & Lowry.

## Especies aceptadas
- Abrahamia buxifolia (H.Perrier) Randrianasolo & Lowry
- Abrahamia deflexa (H. Perrier) Randrianasolo & Lowry
- Abrahamia ditimena (H. Perrier) Randrianasolo & Lowry
- Abrahamia grandidieri (Engl.) Randrianasolo & Lowry
- Abrahamia humbertii (H. Perrier) Randrianasolo & Lowry
- Abrahamia ibityensis (H. Perrier) Randrianasolo & Lowry
- Abrahamia latifolia (Engl.) Randrianasolo & Lowry
- Abrahamia lecomtei (H. Perrier) Randrianasolo & Lowry
- Abrahamia louvelii (H. Perrier) Randrianasolo & Lowry
- Abrahamia nitida (Engl.) Randrianasolo & Lowry
- Abrahamia oblongifolia (Engl.) Randrianasolo & Lowry
- Abrahamia pauciflora (Engl.) Randrianasolo & Lowry
- Abrahamia sericea (Engl.) Randrianasolo & Lowry
- Abrahamia thouvenotii (Lecomte) Randrianasolo & Lowry
- Abrahamia viguieri (H. Perrier) Randrianasolo & Lowry